# 长舌针茅
长舌针茅（学名：Stipa macroglossa）为禾本科针茅属下的一个种。

## 扩展阅读
- 維基物種上的相關：长舌针茅